# Ogród doktora Cooka (film)
Ogród doktora Cooka (ang. Dr. Cook’s Garden) – amerykański film telewizyjny z 1971 roku w reżyserii Teda Posta, zrealizowany na podstawie sztuki Iry Levina. W tytułową rolę wcielił się Bing Crosby.

## Obsada
- Bing Crosby jako doktor Leonard Cook
- Frank Converse jako Jimmy Tennyson
- Blythe Danner jako Janey Rausch
- Barnard Hughes jako Elias Hart
- Bethel Leslie jako Essie Bullitt
- Helen Stenborg jako Ruth Hart
- Jordan Reed jako Billy
- Carol Morley jako Mary Booth
- Abby Lewis jako Dora Ludlow
- Staats Cotsworth jako Ted Rausch
- Fred Burrell jako Harry Bullitt
- Thomas Barbour jako wielebny